# 杜克大学
杜克大学（英語：Duke University）是一所位于美国北卡罗来纳州的私立研究型大学。学校由卫理公会和贵格会于1838年在现在的三一市创建，并于1892年迁至。1924年，烟草和电力实业家詹姆斯·布坎南·杜克成立了杜克捐赠基金，该机构更名以纪念他已故的父亲华盛顿·杜克。
杜克大学的本科招生是美国最挑剔的大学之一，2026届的总体录取率为6.2%。杜克大学每年在研究上的花费超过10亿美元，使其成为美国十大研究型大学之一。十多位教师经常出现在全球被引用最多的研究人员的年度名单上。截至2019年，杜克大学校友的校友包括15名诺贝尔奖获得者、3名图灵奖获得者、50名罗德学者、1位美国总统（理查德·尼克松）和14位在世亿万富翁。该大学在亚洲管理着两所并行学院，即位于新加坡的杜克-新加坡国立大学医学院（成立于2005年）和位于中国苏州的昆山杜克大学（成立于2013年）。

## 命名
1924年12月11日，美國菸草大亨詹姆斯·布加南·杜克（以發明自動捲煙機壟斷美洲香菸市場與創立英美菸草公司而聞名）捐贈了一筆高達4千萬美元（相當於2005年時的4億3千萬美元）的捐款成立杜克基金，用以贊助他的家鄉德罕周圍多所高等教育機構與醫院的營運。當時也列在受餽名單的三一學院董事長威廉·普萊斯登·富（William Preston Few）堅持學校應該改名為杜克大學以感謝杜克的善心，在詹姆斯·杜克的同意之下，學校改名為今日現名以紀念杜克的父親與他的家人。

## 學術聲譽
杜克大學是位在美國東岸中南部的最優秀學校，為全球大學高研院聯盟成員、美國大學協會（AAU）成員，並且有“南方哈佛”的美譽。杜克大學在各類排行榜上長年位居美國前10、世界前25。旗下的福夸商学院也是美國（MBA）排行榜上前十名的常客之一。

## 校园

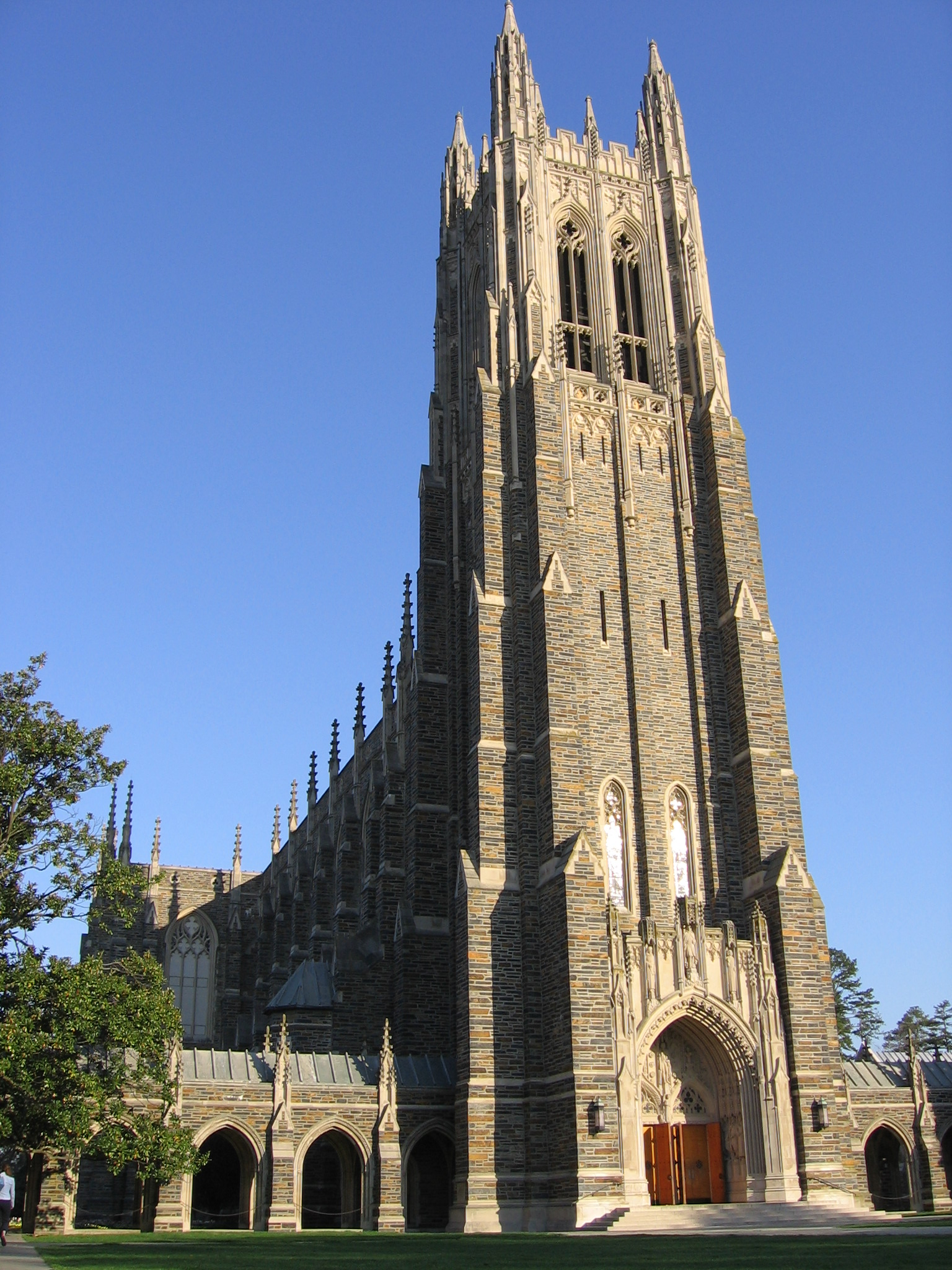
杜克教堂

杜克大学拥有包括7,060英畝（28.6平方）的杜克森林在内之8,470英畝（34.3平方）土地，以及建於其上的220座建筑。位于的校园分成四大部分：西校园、东校园、中校园和医学中心。东校园核心建筑多为乔治亚风格，也是所有本科新生宿舍所在地。西校园由建筑师朱利安·阿贝尔设计，多为哥特式风格，校园中心有杜克教堂。东西校园相距约1.5英里（2.4），免费的巴士线路每周持续运行，连接着各个校园。在大西洋岸边的波福（Beaufort,NC），拥有一座占地15英亩的海洋实验室。建于1930年代的莎拉·杜克花園占地55英亩，是杜克校园里主要的景点之一。

## 著名学科
杜克大学本科生课程最好的学科为政治学、公共政策学、历史和化学，工程系，这些学科都获得了学生界良好的口碑。

## 校训
杜克大学的校训是“博学笃信”

## 著名校友

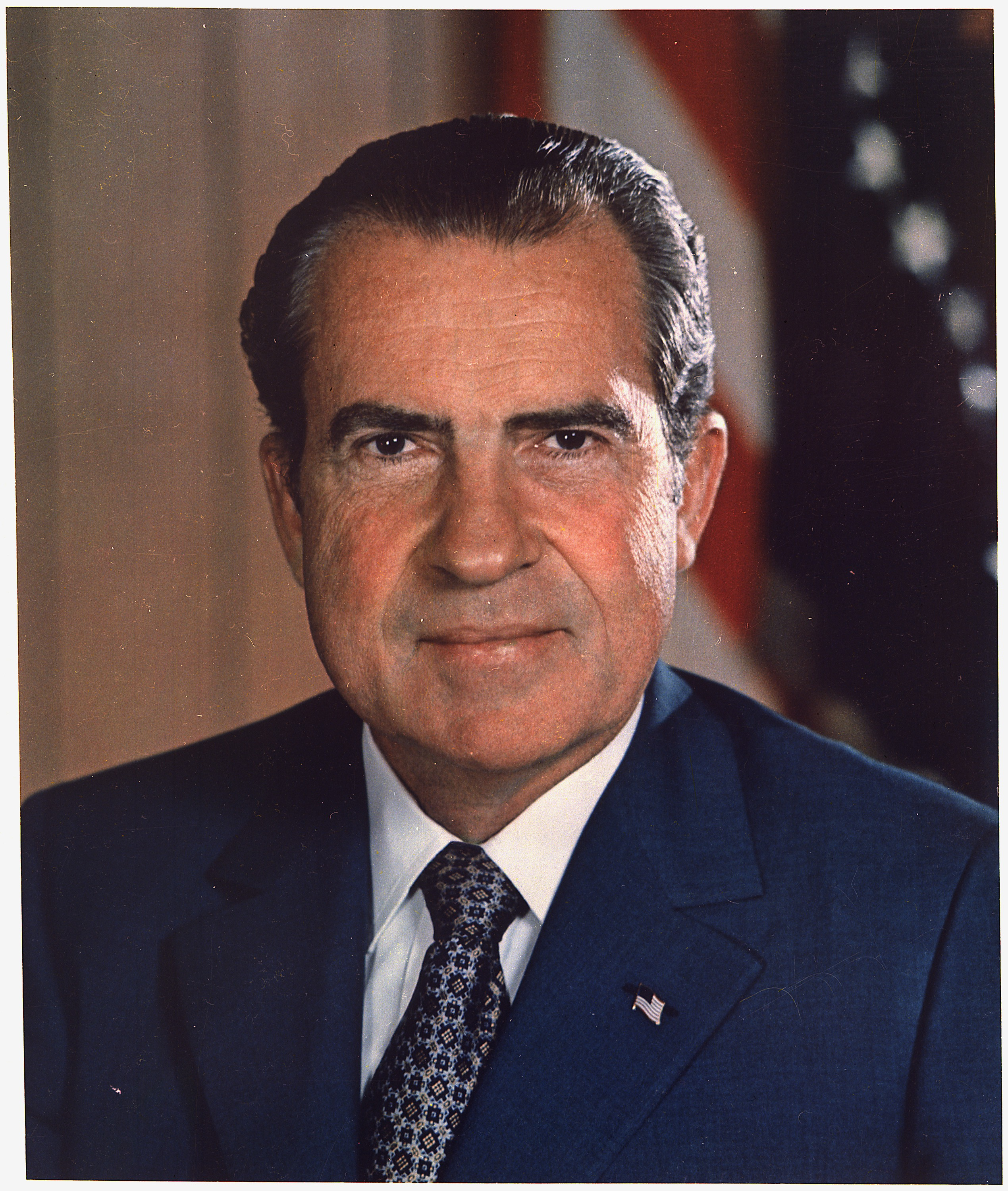
尼克森总统

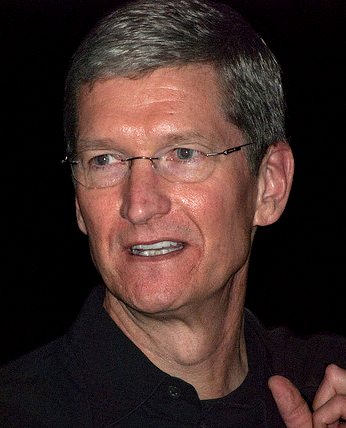
提姆·庫克-苹果公司執行長

在杜克大學畢業的校友中，最知名者包括了美國第37任總統，苹果公司现任首席执行官以及知名資訊軟體業鉅子比爾·蓋茲前妻美琳達·蓋茲等。此外，中国清末民初富商宋嘉澍曾于三一学院求學，他也是三一学院的第一位外籍学生。
日本物理學家、波茲曼獎得主川崎恭治為杜克大學博士。
此外，該校有名的大學籃球隊，也培養出許多優秀的NBA籃球選手和教練，包括肖恩·巴蒂爾、卡罗斯·布泽尔、艾爾頓·布蘭德、羅爾·鄧、克里斯·杜洪、小邁克·鄧利維、丹尼·費里、格蘭特·希爾、科里·馬蓋蒂、J·J·雷迪克、谢尔顿·威廉姆斯、凱里·厄文、傑森·塔圖姆、錫安·威廉森、R·J·巴瑞特、卡麥隆·瑞迪許、馬文·貝格利三世、蘭斯·湯瑪斯等。